# Annerly Poulos
Annerly Poulos (Canberra, 8 gennaio 2003) è una tennista australiana.

## Vita personale
Annerly Poulos è di razza mista, suo padre è greco e sua madre è samoana.

## Carriera
Annerly Poulos riceve una wild-card per il torneo di doppio all'Hobart International 2019, facendo così il suo debutto nel main draw di un torneo WTA, dove in coppia con la connazionale Alison Bai sono state sconfitte all'esordio da Anastasija Potapova e Dajana Jastrems'ka.
Ritorna nel circuito maggiore all'Adelaide International II 2022, dove nel singolare prende parte alle qualificazioni perdendo al primo ostacolo contro Lauren Davis, mentre nel doppio gioca in coppia con Tina Nadine Smith venendo superate al primo turno da Alicja Rosolska e Erin Routliffe.